# Архондарик

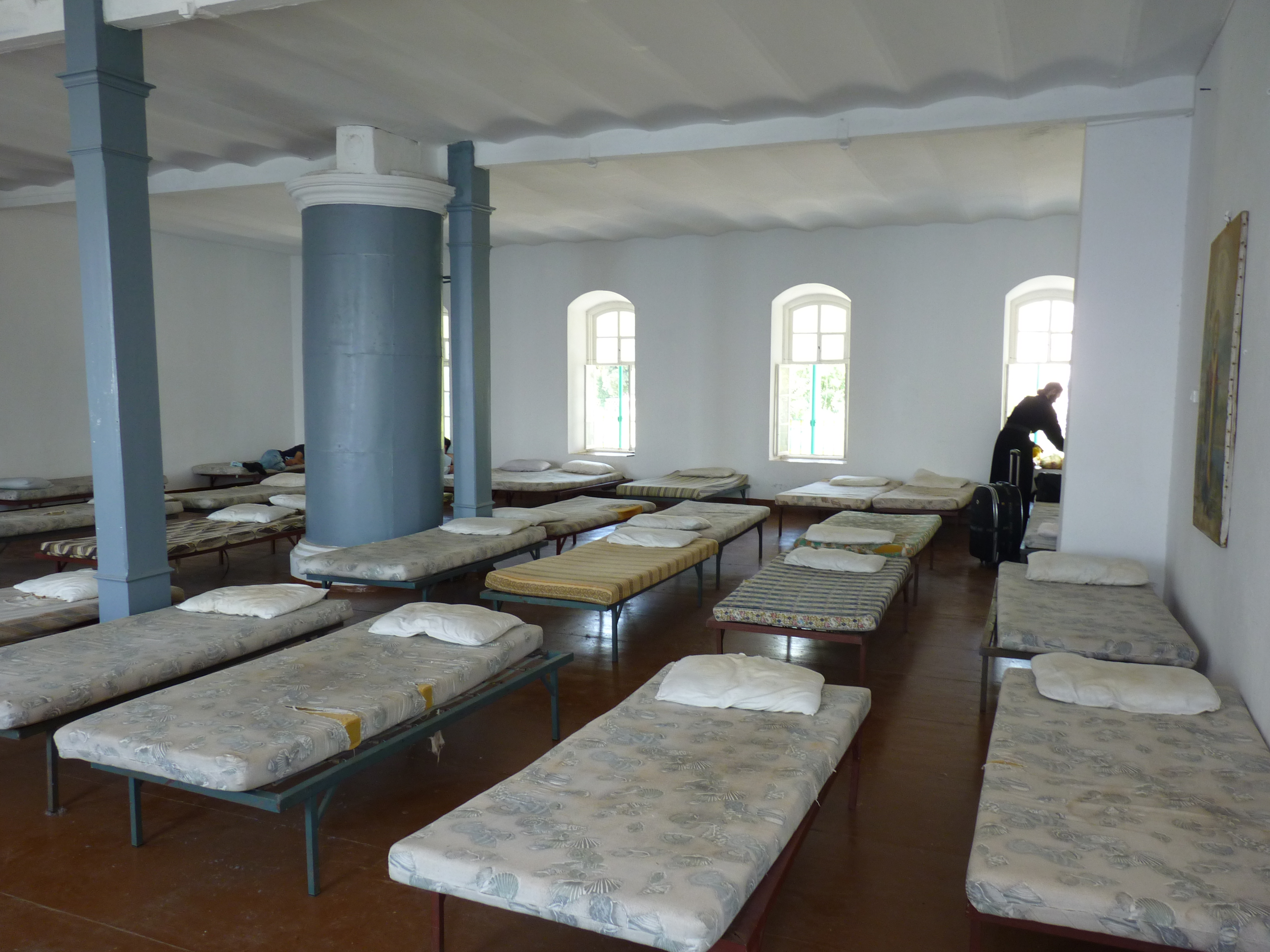
Архондарик в Пантелеймонівському монастирі на Афоні

Архондарик або фондарик (грец. αρχονταρικόν, від  άρχοντας — аристократ, знатна людина) — приймальна кімната для гостей у православному монастирі, також готель для паломників, як правило, в  Греції (на Афоні, в  Метеорах) або в  Єгипті ( Синайський монастир). В архондарику також ведуться духовні бесіди з паломниками. Назва походить від грецького слова архонт, що означає іменитого відвідувача монастиря, якого приймали з особливою пошаною.
Доглядач архондарика, готельний, називається архондарис або фондаричний. Зазвичай це монах монастиря, що приймає. Він перевіряє документи (діамонітіріон на Афоні), робить запис у книзі паломників і надає місце в архондарику.